# Werner Buchholz (storico)
Werner Buchholz (Berlino, 25 gennaio 1948) è uno storico tedesco.

## Biografia
Buchholz è nato a Berlino e ha studiato storia, studi scandinavi e tedeschi nelle università di Bochum, Marburgo, Stoccolma e ad Åbo Akademi nel 1970-78.
Ha conseguito il dottorato nel 1978 e ha lavorato come insegnante nel 1979-85. Buchholz ha ricevuto una borsa di studio della Deutsche Forschungsgemeinschaft nel 1985 e prese la sua abilitazione presso l'Università di Amburgo sulla storia della finanza pubblica e dell'amministrazione finanziaria nella Pomerania svedese (1720-1806) nel 1990.
Nel 1992-94 ha lavorato per il Foreign Office tedesco ad Atene e nel 1994 è diventato professore di storia e studi regionali della Pomerania all'Università di Greifswald.

## Opere
- Staat und Ständegesellschaft in Schweden zur Zeit des Überganges vom Absolutismus zum Ständeparlamentarismus : 1718 - 1720. Almqvist och Wiksell International, Stockholm 1979, ISBN 91-22-00297-9.
- Geschichte der öffentlichen Finanzen in Europa in Spätmittelalter und Neuzeit : Darstellung, Analyse, Bibliographie. Akademieverlag, Berlin 1996, ISBN 3-05-003056-9.
- Pommern. Deutsche Geschichte im Osten Europas. Siedler, Berlin 1999, ISBN 3-88680-272-8.
- Kindheit und Jugend in der Neuzeit 1500 - 1990. Steiner, Stuttgart 2000, ISBN 3-515-07259-4.